# Філ Грей
Філ Грей (англ. Phil Gray, нар. 2 жовтня 1968, Белфаст) — північноірландський футболіст, що грав на позиції нападника, зокрема за низку англійських клубних команд, а також за національну збірну Північної Ірландії.

## Клубна кар'єра
У дорослому футболі дебютував 1986 року виступами за команду «Тоттенгем Готспур», в якій провів три сезони як гравець глибокого запасу, провівши кожного сезону по одній грі чемпіонату.
Згодо провів три гри в сезоні 1989/90 за друголіговий «Барнслі», а наступного сезону відіграв стільки ж ігор за «Фулгем» у третьому англійському дивізіоні.
1991 року повернувся до «Тоттенгем Готспур», за який провів декілька ігор на рівні найвищого англійського дивізіону, а також став володарем Кубка Англії 1990/91, після чого приєднався до «Лутон Тауна», за який провів два сезони.
Своєю грою за останню команду привернув увагу представників друголігового «Сандерленда», до складу якого приєднався 1993 року і за який відіграв наступні три сезони своєї ігрової кар'єри. 1996 року допоміг команді підвищитися в класі до Прем'єр-ліги, утім в еліті англійського футболу за неї не зіграв, оскілька перебрався спочатку до французького «Нансі», а за півроку — до нідерландської «Фортуни» (Сіттард).
Влітку 1997 року повернувся до Англії, ставши гравцем третьолігового «Лутон Тауна». Цього разу провів у складі його команди три сезони. Згодом грав за  «Оксфорд Юнайтед», «Бернлі» та «Бостон Юнайтед» у нижчих англійських лігах, а завершив ігрову кар'єру у команді «Челмсфорд Сіті» із шостого англійського дивізіону, за яку виступав протягом 2002—2003 років.

## Виступи за збірну
1992 року дебютував в офіційних матчах у складі національної збірної Північної Ірландії.
Загалом протягом десятирічної кар'єри в національній команді провів у її формі 26 матчів, забивши 6 голів.

## Титули і досягнення
- Володар Кубка Англії з футболу (1):

«Тоттенгем Готспур»: 1990-1991
- Переможець Чемпіонату Футбольної ліги (1):

«Сандерленд»: 1995-1996